# Opvoedingswinkel
Een opvoedingswinkel is in Vlaanderen een voorziening waar ouders pedagogisch advies kunnen inwinnen.

## Geschiedenis
De eerste opvoedingswinkel werd opgestart in Genk in 2000, waar de instelling Bethanië voor moeilijk opvoedbare jongeren gevestigd is. Men ervoer de nood aan meer begeleiding bij de opvoeding van jonge kinderen. Het Genkse stadsbestuur steunde het initiatief financieel via het OCMW.
Sindsdien werd het initiatief door meerdere gemeenten overgenomen, aanvankelijk vooral in de provincie Limburg en later ook elders in Vlaanderen. Inmiddels, sedert het decreet van het Vlaams Parlement van 2007, worden de meeste opvoedingswinkels gesubsidieerd door het ministerie van Welzijn, Volksgezondheid en Gezin, mede dankzij minister Jo Vandeurzen.

## Werking
In de opvoedingswinkels werken masters en bachelors in de opvoedkundige wetenschappen als opvoedingsconsulenten. Daarnaast is er ondersteunend personeel (onderhoud, administratie, onthaal...) en doet men beroep op een netwerk van partners in de opvoeding, onder meer (kinder)psychiater, (jeugd)politie, advocaten, onderwijsdeskundigen, CLB's, en dergelijke meer.
De behandelde problematiek is zeer breed, mede gezien de ruime doelgroep en het vrij brede leeftijdsbereik. Enkele voorbeelden:
- zindelijkheidstraining
- straffen en belonen
- (in)slaapproblemen
- seksuele opvoeding
- gezonde voeding
- huiswerkbegeleiding
- gezinsplanning
- rol van grootouders in de opvoeding
- taalstimulering, bijvoorbeeld in taalgemengde gezinnen
- verwenning